# Языки тупи

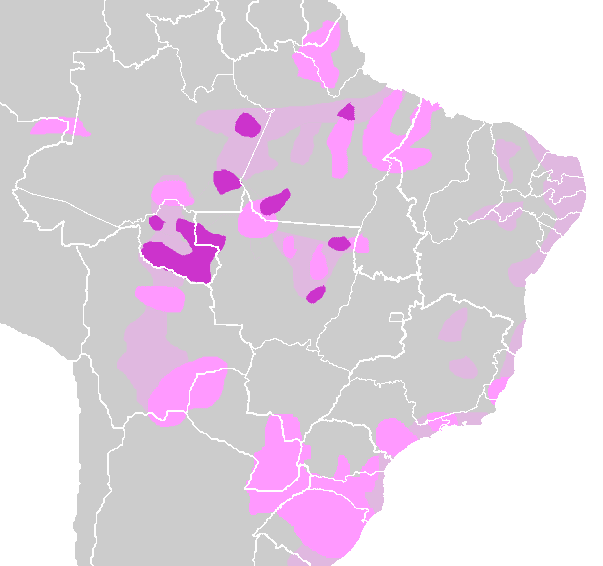

Тупи́ (тупийские) — одна из крупнейших языковых семей Южной Америки. Распространены в основном в Бразилии, также в Парагвае, Боливии и Аргентине.
Включает 10 ветвей:
- арикем: †арикем, каритиана, кабишьяна
- авети
- мавé(-сатерé)
- монде́:
  - мондé(-санамай)
  - суруи́ (паранский суруйский диалект)
  - аруа́: аруá(ши), синта-ларга, жипаранский гавиану (дигыт), сорó
- мундуруку́: куруа́я, мундуруку́
- пурубора́
- рамарама: ка́ро (арара, рамарама, уруку, итогапу́к), †уруми
- тупари́: макура́п, тупари́, вайоро́, мекенш (каноэ́, амниапе́), †кепкирива́т, сакирабьят
- тупи-гуарани (включает 8 групп, в том числе собственно тупи и гуаранийскую)
- юру́на: юру́на (журу́на), †маницауа (маницава), шипа́я

К языкам тупи относят также язык юки, точное место которого в их классификации неясно.